# Санд-Спрінгс (Техас)
Санд-Спрінгс (англ. Sand Springs) — переписна місцевість (CDP) в США, в окрузі Говард штату Техас. Населення — 878 осіб (2020).

## Географія
Санд-Спрінгс розташований за координатами 32°16′49″ пн. ш. 101°20′50″ зх. д. / 32.28028° пн. ш. 101.34722° зх. д. (32.280355, -101.347191).  За даними Бюро перепису населення США в 2010 році переписна місцевість мала площу 6,66 км², з яких 6,66 км² — суходіл та 0,00 км² — водойми.

## Демографія
Згідно з переписом 2010 року, у переписній місцевості мешкало 835 осіб у 336 домогосподарствах у складі 240 родин. Густота населення становила 125 осіб/км².  Було 376 помешкань (56/км²).
Расовий склад населення:
| - 92,3 % — білих - 0,8 % — корінних американців - 0,5 % — чорних або афроамериканців - 0,4 % — азіатів - 4,7 % — осіб інших рас |

До двох чи більше рас належало 1,3 %. Частка іспаномовних становила 18,4 % від усіх жителів.
За віковим діапазоном населення розподілялося таким чином: 23,5 % — особи молодші 18 років, 56,4 % — особи у віці 18—64 років, 20,1 % — особи у віці 65 років та старші. Медіана віку мешканця становила 42,8 року. На 100 осіб жіночої статі у переписній місцевості припадало 94,6 чоловіків;  на 100 жінок у віці від 18 років та старших — 93,1 чоловіків також старших 18 років.
Середній дохід на одне домашнє господарство  становив 63 515 доларів США (медіана — 50 438), а середній дохід на одну сім'ю — 80 363 долари (медіана — 72 452). Медіана доходів становила 55 313 долари для чоловіків та 31 042 долари для жінок. За межею бідності перебувало 18,5 % осіб, у тому числі 23,5 % дітей у віці до 18 років та 15,0 % осіб у віці 65 років та старших.
Цивільне працевлаштоване населення становило 396 осіб. Основні галузі зайнятості: освіта, охорона здоров'я та соціальна допомога — 24,5 %, будівництво — 18,7 %, сільське господарство, лісництво, риболовля — 14,6 %.